# Gasnące Słońca
Gasnące Słońca (ang. Fading Suns) to gra fabularna science fiction utrzymana w klimacie space opery, wydana przez wydawnictwo Holistic Design. Świat gry był także użyty w grze komputerowej Emperor of the Fading Suns, LARPie Passion Play i grze bitewnej Noble Armada. 
W Polsce system został wydany przez Wydawnictwo Mag w 2000.

## Autorzy
Grę stworzyli Andrew Greenberg i Bill Bridges, autorzy gier takich jak Wampir: Maskarada i Wilkołak: Apokalipsa (wydanych przez wydawnictwo White Wolf).